# Нойхаузен-об-Экк
Нойхаузен-об-Экк (нем. Neuhausen ob Eck) — община в Германии, в земле Баден-Вюртемберг. 
Подчиняется административному округу Фрайбург. Входит в состав района Тутлинген.  Население составляет 3867 человек (на 31 декабря 2010 года). Занимает площадь 46,24 км².

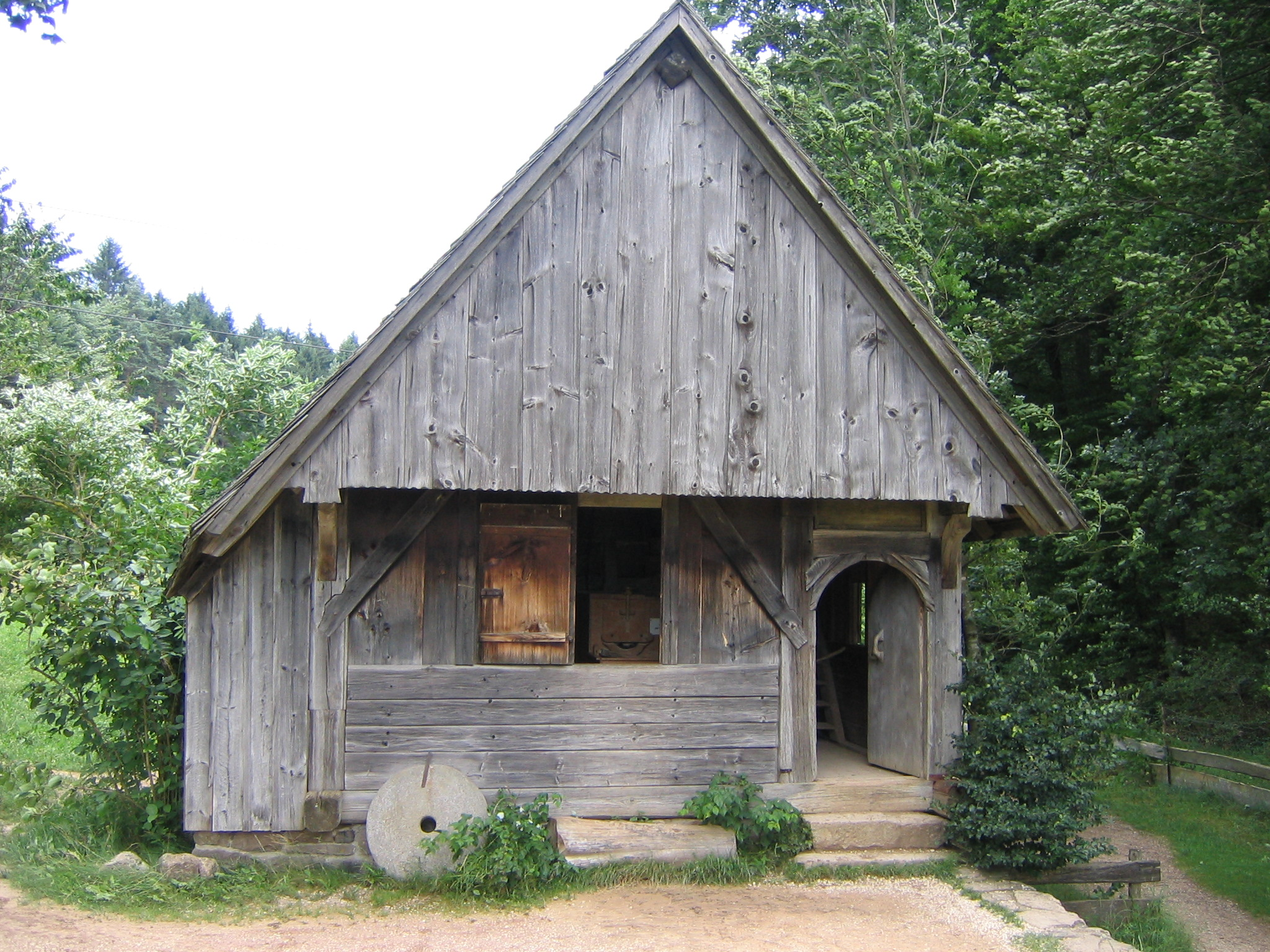
Нойхаузен-об-Экк

## Знаменитые земляки
- Бернд Луц  —  современный немецкий художник